# Daemonicus
Daemonicus ist eine schwedische Death-Metal-Band aus Umeå.

## Geschichte
Daemonicus wurde 2006 von Sänger Stefan Hagström, den beiden Gitarristen P-O Wester und Jören Persson, Bassist Marcus Nygren und Schlagzeuger Magnus Boström gegründet. Nach drei Demos erschien 2009 ihr Debütalbum Host of Rotting Flesh über das Label Vici Solum.
2012 folgte das zweite Album Deadwork, diesmal über Abyss Records.
Es wurde danach ruhig um die Band. 2019 erschien die EP Shepherd of the Flock als Eigenproduktion.
2021 erschien das Album Eschnaton über das schwedische Independent-Label Black Lion Records. Es war das erste Album nach neun Jahren. Schuld daran waren einige Besetzungswechsel. So stieg Sänger Stefan Hagström 2019 aus. Gitarrist P-O Wester übernahm daher den Gesang auf dem neuen Album.

## Musikstil
Ihre Musik besitzt starke Einflüsse von Dismember, Grave, Unleashed, Bolt Thrower, Amon Amarth und anderen Größen. Sie spielen und produzieren Oldschool Death Metal der 1990er Jahre.

## Diskografie

### Alben
- 2009: Host of Rotting Flesh (ViciSolum Productions)
- 2012: Deadwork (Abyss Records)
- 2021: Eschaton (Black Lion Records)

### EPs
- 2010: 11th Hour (ViciSolum Productions)
- 2019: Shepherd of the Flock (Eigenproduktion)

### Demoaufnahmen
- 2006: Demo from Hell
- 2006: Demon Inside
- 2007: Swarm of Death